# Samsung SGH-A127
Samsung SGH-A127 – telefon komórkowy firmy Samsung.

## Czas
- rozmowy: 5 h
- czuwania: 250 h

## Funkcjonalność
- Organizer: kalkulator, budzik
- Gry
- Wiadomości: T9, SMS, MMS, EMS
- Polifoniczne dzwonki